# Мартин Шулц
Мартин Шулц (Ешвајлер, 20. децембар 1955) немачки је политичар, члан Социјалдемократске партије Немачке, председник Прогресистичке алијансе социјалиста и демократа и бивши председник Европског парламента од 17. јануара 2012. до 17. јануара 2017. године.

## Биографија
Рођен је 1955. у Хелрату данас Ешвајлер, као најмлађи од пет деце. Његов отац је био полицајац а мати је радила у домаћинству.
У годинама 1966. до 1974. посећивао је приватну католичку гимназију. Након што је два пута понављао 11. разред није био пуштен ка матури јер је имао лоше резултате.
Био је један од мало политичара који није сакривао свој проблем са алкохолом. Већ као студент је много пио. После избацивања из школе његово пиће се претворило у зависност. Од 10 до 24 године је био незапослен и угрожавало га је принудно исељење. Током овог времена је изучио за продавца књига. У зависности му је помогао његов брат. Од године 1980. Шулц је абстинент.
Пре него је постао политичар издржавао се продајом књига. Година 1987—1998 био је градоначелник града Вирселена.
Посланик европског парламента је од 1994. а поднео је оставку је 2014. али је поново изабран у чело и ову функцију је обављао са платом од 29.000 Еура до 2016. године. Следеће је да је постао кандидат немачке СДП за савезног канцелара.
Шулц осим немачког језика говори течно француски, енглески, холандски, италијански и мало шпански језик.